# Leccei főegyházmegye
A Leccei főegyházmegye latin rítusú főegyházmegye a dél-olaszországi Pugliában. Az egyházmegye a 11. század óta létezik. 1960. szeptember 28-án Cum a nobis című bullájában XXIII. János pápa a Leccei egyházmegyét az Otrantói egyháztartománytól elválasztotta, és közvetlenül a Szentszéknek rendelte alá.

## Története
Lecce korábbi nevei Lupiæ, Lupia, Lycia és Aletium voltak. 1057-ben megalakult a leccei egyházmegye, és a beneventói érsekség alá rendelték, mint szuffragáneus egyházmegye.

### Káptalan és katedrális
A leccei katedrálist a Nápolyi Királyság többi katedrálisához hasonlóan egy káptalan irányította. A katedrális káptalanja eredetileg három méltóságból és huszonnégy kanonokból állt. 1671-ben tizennyolc, 1741-ben újra huszonnégy kanonok volt. 1885-ben, Olaszország egyesítése után négy méltóság és tizenhat kanonok volt. 2019-ben tíz kanonok (olaszul: Canonici effetivi) és nyolc tiszteletbeli kanonok volt.

## Fordítás
Ez a szócikk részben vagy egészben  a   Roman Catholic Archdiocese of Lecce című angol Wikipédia-szócikk fordításán alapul.  Az eredeti cikk szerkesztőit annak laptörténete sorolja fel. Ez a jelzés csupán a megfogalmazás eredetét és a szerzői jogokat jelzi, nem szolgál a cikkben szereplő információk forrásmegjelöléseként.